# Línea Pi2 (Urbanos de Getafe)
La línea Pi2 (de Polígonos industriales) de la red de autobuses urbanos de Getafe une la estación de Getafe Central con los polígonos industriales de San Marcos, El Lomo y La Carpetania.

## Características
La línea conecta el centro de Getafe con los polígonos industriales del sureste de la ciudad.
El 1 de marzo de 2016, la línea se amplió hasta el polígono industrial La Carpetania.
Desde el 23 de enero de 2023, algunas expediciones amplían su itinerario hasta el polígono industrial Los Gavilanes.
Desde su creación recibía curiosamente el número 7 de forma interna para el CRTM a pesar de que en todos los carteles públicos aparecía como Pi2. Esto cambió con el anuncio de la nueva línea 7 para el 22 de abril de 2024 y desde entonces internamente recibe la numeración Pi2 al igual que su pareja la línea Pi1, dejando así el número 7 libre para la nueva línea.
La línea mantiene los mismos horarios todo el año (exceptuando las vísperas de festivo y festivos de Navidad).
Está operada por Avanza Movilidad Integral mediante la concesión administrativa VCM-402: Madrid - Getafe del Consorcio Regional de Transportes de Madrid.

## Horarios
| Lunes a viernes laborables              |          |              |              |              |    |        |    |        |              |          |              |          |          |           |    |        |     |
| 05                                      | 06       | 07           | 08           | 09           | 10 | 11     | 12 | 13     | 14           | 15       | 16           | 17       | 18       | 19        | 20 | 21     | 22  |
| 50*                                     | 00 20 40 | 00 10* 20 40 | 00 20 30* 40 | 00 20 40 50* | 00 | 00 30* | 00 | 00 30* | 00 20 40 50* | 00 20 40 | 00 10* 20 40 | 00 20 40 | 00 20 40 | 00 30* 50 | 40 | 00* 30 | 05* |
| *Por polígono industrial Los Gavilanes. |          |              |              |              |    |        |    |        |              |          |              |          |          |           |    |        |     |

Paso por la Avenida de Leonardo de Vinci (Parque Empresarial La Carpetania) aproximadamente 25 minutos después de su salida desde FF.CC. Getafe. Duración del recorrido circular completo aproximadamente 50 minutos.

## Recorrido y paradas
Las paradas en cursiva corresponden a las expediciones pasantes por el polígono industrial Los Gavilanes.
| Código | Parada                                        | Común con                           | Conexiones con Metro y Cercanías |
| ------ | --------------------------------------------- | ----------------------------------- | -------------------------------- |
| 16007  | Ferrocarril - Est. Getafe Centro              | 2 7 Pi1 428 468                     | Getafe Central                   |
| 07415  | Arboleda - Pza. Beso                          | 1 4 6 Pi1 447 462                   |                                  |
| 08251  | P.º John Lennon - Est. Getafe Industrial      | Pi1 428                             | Getafe Industrial                |
| 16023  | Diesel - Morse                                |                                     |                                  |
| 16024  | Diesel - Pol. Ind. San Marcos                 |                                     |                                  |
| 16025  | Diesel - Pol. Ind. El Lomo                    |                                     |                                  |
| 20844  | Cañada San Marcos - Airbus                    |                                     |                                  |
| 19892  | Miguel Faraday - Av. Leonardo Da Vinci        |                                     |                                  |
| 19893  | Galileo Galilei - Miguel Faraday              |                                     |                                  |
| 19894  | Av. Isaac Newton - Galileo Galilei            |                                     |                                  |
| 21012  | Rosalind Franklin - Agustín de Betancourt     |                                     |                                  |
| 21011  | Rosalind Franklin - Gregorio Marañón          |                                     |                                  |
| 21013  | Severo Ochoa - Rachel Carson                  |                                     |                                  |
| 21014  | Severo Ochoa - Supermercados                  |                                     |                                  |
| 21015  | Severo Ochoa - Salida Polígono                |                                     |                                  |
| 17242  | Av. Leonardo Da Vinci - P. Emp. La Carpetania |                                     |                                  |
| 16038  | Gutemberg - Pol. Ind. El Lomo                 |                                     |                                  |
| 16026  | Bell - Gutemberg                              |                                     |                                  |
| 16027  | Franklin - Bell                               |                                     |                                  |
| 16028  | Franklin - Pol. Ind. San Marcos               |                                     |                                  |
| 16029  | Edison - Franklin                             |                                     |                                  |
| 16030  | Edison - Gutemberg                            |                                     |                                  |
| 08345  | P.º John Lennon - Est. Getafe Industrial      | Pi1 428                             | Getafe Industrial                |
| 08313  | Av. General Palacio - Capellanes              | 4 Pi1 447                           |                                  |
| 08284  | General Pingarrón - Colegio                   | 1 3 4 6 Pi1 441 447 448 450 455 462 |                                  |
| 16006  | Ferrocarril - Est. Getafe Centro              | 2 7 Pi1 428                         | Getafe Central                   |